# 양성지 묘역 및 신도비
양성지 묘역 및 신도비는 대한민국 경기도 김포시 양촌읍 대포리에 있다. 2007년 1월 2일 김포시의 향토유적 제9호로 지정되었다.

## 개요
문양공(文襄公) 양성지(梁誠之)는 1441년(조선 세종 23년) 식년 문과에 급제한 후 훈구파의 중진으로 팔도지리지 및 세조실록 등의 편찬에 참여하였다. 묘는 쌍분으로 되어 있으며, 신도비는 중종 때 김안국이 글을 짓고 이조참의 김희수가 글을 썼다.